# Cyphon pseudoatratus
Cyphon pseudoatratus es una especie de coleóptero de la familia Scirtidae.

## Distribución geográfica
Habita en Sri Lanka.